# Sloterdijk Centrum
Sloterdijk Centrum, alter Name: Teleport, ist ein Stadtviertel und Gewerbegebiet (niederländisch Bedrijventerrein) in Amsterdam, Provinz Nordholland, und gehört zum Gewerbegebiet Westpoort und zum Stadtbezirk Amsterdam Nieuw-West.

## Geschichte

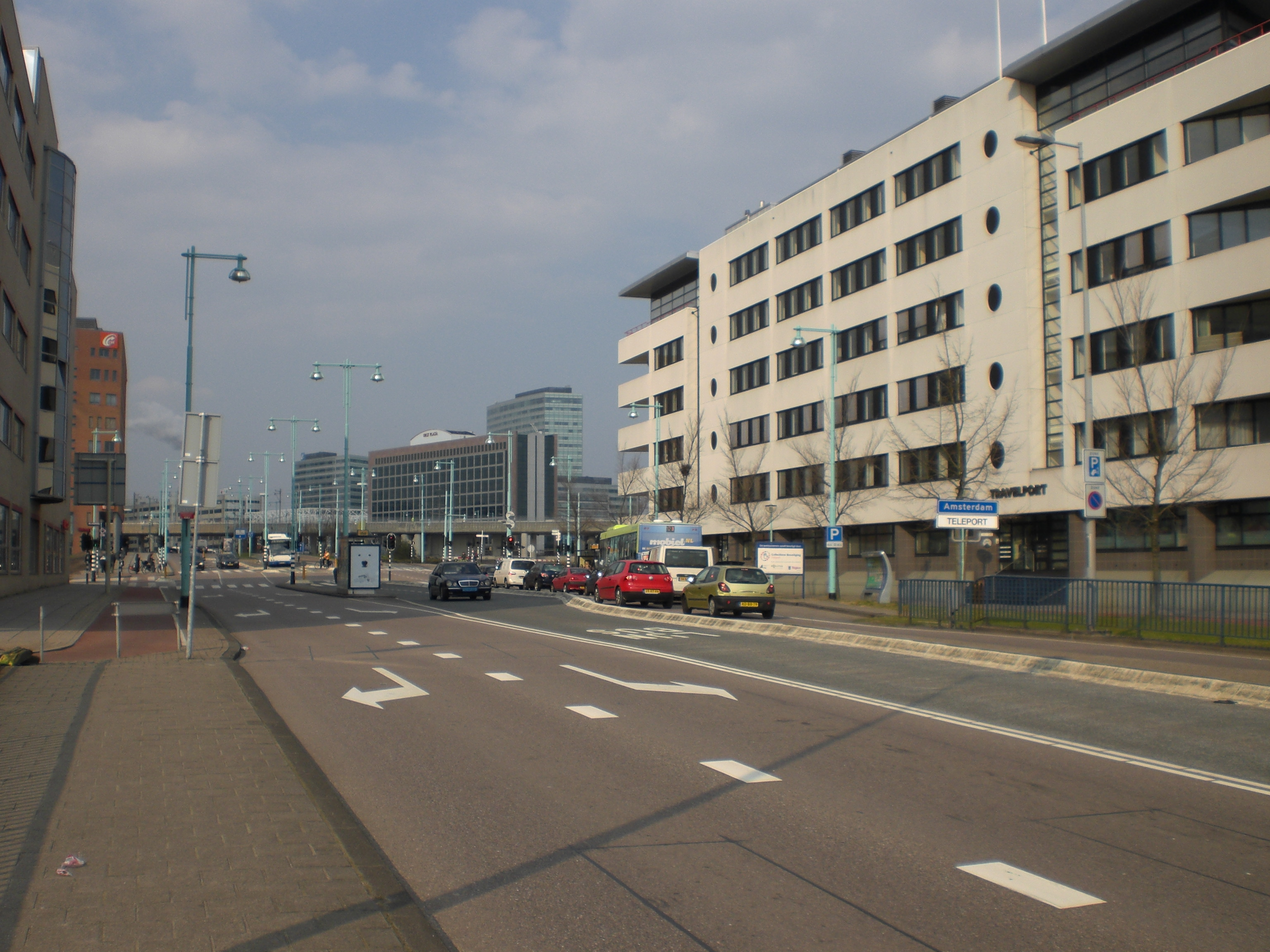
Teleport: Radarweg in nördlicher Richtung

In den 1980er Jahren wurde Teleport angelegt für den Bau von Bürogebäuden, mit dem Augenmerk für Telematik. Das Stadtviertel gehört zum zweitgrößten Gewerbegebiet der Niederlande, dem Westpoort. Dieses ist unterteilt in Sloterdijk I, II und III, in De Heining, dem Hafengebiet und Teleport. 2008 gab es in Westpoort rund 2000 Unternehmen mit circa 50.000 Arbeitnehmern und etwa 370 Einwohner, wovon 30 Einwohner im Jahr 2009 in Teleport und rund 20.000 Arbeitnehmern. Viele Straßen in Teleport erhielten den Namen von internationalen Flughäfen, unter anderem: Arlandaweg (Flughafen von Stockholm), Barajasweg (Flughafen von Madrid), Heathrowstraat (Flughafen von London), Naritaweg (Flughafen von Tokio), Kingsfordweg (Flughafen von Sydney).
Da die Anzahl der Einwohner ständig steigt sind 600 Mietwohnungen geplant. Die Gemeinde Amsterdam, Nederlandse Spoorwegen (NS) und ProRail (ähnlich der deutschen Eisenbahninfrastrukturunternehmen (niederländisch: spoorinfrastructuurbeheerder)) unterzeichneten im Oktober 2009 ein Abkommen für 60 Millionen Euro. Mit dieser Investierung sollen außerdem Geschäfte, Restaurants, Sportgelegenheiten und Hotels realisiert werden.
Teleport liegt am Verkehrsknotenpunkt Bahnhof Amsterdam Sloterdijk, der zehntgrößte Bahnhof der Niederlande, mit Bus- und
Straßenbahnhaltestellen. Die Lage des Gewerbegebietes wurde  an die Naturlandschaft De Brettenzone angepasst. Das Naturgebied streckt sich vom Westerpark bis nach Spaarnwoude und zieht sich teilweise durch Teleport.
2004 wurde die Stiftung „Stichting Parkmanagement Amsterdam Teleport“ (SPAT) gegründet. Durch eine „öffentlich-private Zusammenarbeit“ (publiek-private samenwerking) von dem Hafen Amsterdam, der Polizei Amsterdam-Amstelland, der NS, von Unternehmern und Mietern sollen die
Interessen aller Beteiligten berücksichtigt werden. Durch die steigende Anzahl der Bewohner in Teleport wurde von SPAT ein Kindergarten mit dem Namen Tele-Kits eingerichtet. Der Kindergarten liegt ganz in der Nähe des Bahnhofes Sloterdijk und bietet Kindern bis zu vier Jahren verschiedene Aktivitäten.
Von den zehn größten Bürogebäuden von Amsterdam stehen zwei in Teleport: der Millenium Tower und die Crystal Toren. Am 27. August 2009 erhielt Teleport einen Preis für das beste gepflegte Gewerbegebiet (het best onderhouden bedrijventerrein) in Amsterdam.